# Closer
|  | Aquest article tracta sobre la pel·lícula. Si cerqueu l'obra de teatre, vegeu «Closer (teatre)». |

Closer és una pel·lícula estatunidenca de Mike Nichols, estrenada el 2004. Ha estat doblada al català.

## Argument
Dan és un escriptor fracassat que treballa per a la crònica necrològica d'un diari. És testimoni d'un accident que implica una desconeguda atropellada per un taxi, Alice. A partir d'aquest moment s'enamoren bojament. Ell escriu un llibre en el qual conta la vida d'Alice. Després d'una sessió de fotos per a aquest nou llibre, s'encapritxa d'Anna, la fotògrafa. Dissortadament per a Dan, Alice se n'adona de seguida i Anna es nega a tornar-lo a veure.
Per tal de jugar, Dan organitza una cita entre Larry, un dermatòleg britànic, i Anna. Això amb l'objectiu de fer enfadar Anna. El joc dura poc, ja que Larry i Anna acaben junts.
El problema és que Dan i Anna s'estimen recíprocament. Des de llavors s'instal·la en la pel·lícula un encreuament entre les dues parelles en què sentiments, odi i amors cohabiten.

## Repartiment
- Natalie Portman: Alice
- Jude Law: Dan
- Julia Roberts: Anna
- Clive Owen: Larry

## Casting
El paper d'Anna es va proposar a Cate Blanchett però l'actriu va ser apartada del casting, ja que estava embarassada. El paper va ser llavors donat a Julia Roberts.

## Premis i nominacions[calcitació]

### Premis
- 2005. Globus d'Or a la millor actriu secundària per Natalie Portman
- 2005. Globus d'Or al millor actor secundari per Clive Owen
- 2005. BAFTA al millor actor secundari per Clive Owen

### Nominacions
- 2005. Oscar al millor actor secundari per Clive Owen
- 2005. Oscar a la millor actriu secundària per Natalie Portman
- 2005. Globus d'Or a la millor pel·lícula dramàtica
- 2005. Globus d'Or al millor director per Mike Nichols
- 2005. Globus d'Or al millor guió per Patrick Marber
- 2005. BAFTA a la millor actriu secundària per Natalie Portman
- 2005. BAFTA al millor guió adaptat per Patrick Marber